# Mycetophila jurunensis
Mycetophila jurunensis är en tvåvingeart som beskrevs av Lane 1955. Mycetophila jurunensis ingår i släktet Mycetophila och familjen svampmyggor. Inga underarter finns listade i Catalogue of Life.